# Římskokatolická farnost Hoštice na Hané
Římskokatolická farnost Hoštice na Hané je územní společenství římských katolíků s farním kostelem svatého Jana Křtitele v děkanátu Vyškov.

## Historie farnosti
Nejstarším písemnou zmínkou je vysvěcení pozdně gotického kostela v roce 1445. V roce 1911 byl kostel opraven, byla dána nová střecha na zvýšenou věž a do ní instalovány věžní hodiny. V roce 1938 byla pozlacena makovice a kostel vymalován. Na přelomu 20. a 21. století proběhla celková oprava kostela.

## Duchovní správci
Administrátorem excurrendo byl od července 2010 R. D. Mgr. Boguslaw Jan Jonczyk. Toho od února 2017 vystřídal R. D. Mgr. Krzysztof Florian Jonczyk.

## Bohoslužby
| Kostel                | Místo           | Bohoslužba (den) | Hodina                          | Poznámka     |
| --------------------- | --------------- | ---------------- | ------------------------------- | ------------ |
| svatého Jana Křtitele | Hoštice na Hané | neděle úterý     | 10.30 17.00 (zima)/18.00 (léto) | farní kostel |

## Aktivity ve farnosti
Pravidelně se konají duchovní obnovy, setkání společenství, výuka náboženství, při bohoslužbách zpívá schola i chrámový sbor.
Ve farnosti se pravidelně pořádá tříkrálová sbírka. V roce 2017 dosáhl výtěžek sbírky 18 124 korun. O rok později dosáhl výtěžek 18 935 korun.